# 北沙河 (南四湖)
北沙河，又称龙河，位于中国山东省西南部，是一条季节性山洪河道，属于南四湖水系，发源于邹城市张庄镇王家庄附近，东南流入滕州市马河水库，出库后折向西南流，经龙阳镇和姜屯镇，最后于微山县留庄镇西北注入昭阳湖。全长64公里，流域面积535平方公里。